# Пьерлуиси, Педро
Пе́дро Рафаэ́ль Пьерлуи́си Уррутия (исп. Pedro Rafael Pierluisi Urrutia; род. 26 апреля 1959, Сан-Хуан) — пуэрто-риканский государственный деятель, адвокат и лоббист. 14-й губернатор Пуэрто-Рико со 2 января 2021 по 2 января 2025 года. Ранее — министр юстиции с 1993 по 1997 годы, комиссар-резидент Пуэрто-Рико с 2009 по 2017 год и исполняющий обязанности государственного секретаря с 31 июля по 2 августа 2019 года.
Пьерлуиси де-факто занимал должность губернатора Пуэрто-Рико со 2 по 7 августа 2019 года, до того как Верховный суд территории постановил, что его вступление в должность было неконституционным.

## Ранняя жизнь и образование
Педро Пьерлуиси родился 26 апреля 1959 года в Сан-Хуане, Пуэрто-Рико. Его родители — Хорхе Пьерлуиси Диас и Дрис Уррутия. Обучался в католическом колледже Мариста Гуаинабо (исп. Colegio Marista Guaynabo) в одноимённом городе Гуаинабо. В 1981 году получил степень бакалавра искусств по американской истории в Тулейнском университете, и позже в 1984 году получил степень доктора юриспруденции в университете Джорджа Вашингтона. Пьерлуиси был президентом отделения Государственной ассоциации студентов Пуэрто-Рико в Тулейнском университете в 1980-х годах. Позже он стал председателем Международного юридического общества от университета Джорджа Вашингтона в 1982—1983 годах. Во время обучения в университете, Пьерлуиси проходил государственную стажировку в офисе конгресса тогдашнего комиссара-резидента Пуэрто-Рико Бальтасара Коррада дель Рио.

## Губернатор Пуэрто-Рико
20 марта 2022 года во время общего собрания Новой прогрессивной партии губернатор Педро Пьерлуиси объявил, что будет баллотироваться на второй срок. В интервью 28 августа 2022 года он подтвердил прессе, что действительно снова будет баллотироваться.
В феврале 2023 года Педро Пьерлуиси обратился в Сенат в Вашингтоне, округ Колумбия, с ходатайством об одобрении Соединёнными Штатами Америки законопроекта, предусматривающего проведение в Пуэрто-Рико консультаций на выборах между вариантами американской государственности, независимости или независимости в свободной ассоциации с Соединёнными Штатами Америки.
Педро Пьерлуиси проиграл первичные выборы 2 июня 2024 года Дженнифер Гонсалес-Колон из Новой прогрессивной партии, уступив кандидатуру на пост губернатора после того, как предварительные результаты были подтверждены Избирательной комиссией штата.